# Свети Теодор Стратилат (Долни Богров)
„Свети Теодор Стратилат“ или „Свети Тодор“ е българска православна църква в софийското село Долни Богров.

## История
Храмът е разположен в центъра на селото. Построен е в 1895 година, като първите дарители са Божил Динчов, Стоян Георгиев, Иван Спасов, Златан Колчев, Коце Банков, Филип и Никола Колчеви.
Иконостасът е дело на дебърски майстори от рода Филипови.
Църквата е обявена за паметник на културата.